# Oddrún Danielsen
Oddrún Danielsen (* 29. April 1991) ist eine ehemalige färöische Fußballspielerin, die auch für die Nationalmannschaft spielte.

## Verein
Danielsen kam aus der Jugend des Vereins Skála ÍF in die erste Mannschaft und gab 2007 im Alter von 16 Jahren ihr Debüt im Pokal. Bei der 0:9-Auswärtsniederlage in der 1. Runde gegen B36 Tórshavn wurde sie in der 62. Minute beim Stand von 0:5 ausgewechselt. Am Ende der Saison gelang Skála als Erstplatzierter der Aufstieg in die erste Liga. Dort wurde sie schnell Stammspielerin und absolvierte ihr erstes Spiel in der höchsten Liga am zweiten Spieltag bei der 1:2-Heimniederlage gegen Víkingur Gøta. Ihr erstes Tor erzielte sie zur 2:0-Führung beim 3:2-Heimsieg gegen AB Argir am siebten Spieltag. Im Folgejahr pausierte Danielsen, 2010 stand sie im Pokalfinale gegen KÍ Klaksvík, welches mit 0:1 verloren wurde. 2013 fusionierte der Verein mit EB/Streymur zu EB/Streymur/Skála. 2015 stand sie nicht mehr im Kader.

### Europapokal
2010 wurde Danielsen von Skála ÍF an KÍ Klaksvík für die Zeit der Europapokalspiele ausgeliehen, so dass sie in dieser Saison ihre einzigen drei Spiele in der UEFA Women’s Champions League bestritt. Zu ihrem ersten Einsatz kam sie bei der 0:6-Niederlage gegen Everton LFC.

## Nationalmannschaft
Für die Nationalmannschaft der Färöer bestritt Danielsen bisher 13 Länderspiele. Ihr Debüt gab sie am 28. November 2012 beim 6:0-Auswärtssieg im Freundschaftsspiel gegen Luxemburg in Niederkorn, als sie in der 67. Minute beim Stand von 5:0 für Ansy Jakobsen eingewechselt wurde. Das letzte Spiel betritt sie am 6. April 2015 im EM-Qualifikationsspiel gegen Andorra in Ħamrun, als sie in der 52. Minute für Olga Kristina Hansen beim Stand von 3:0 eingewechselt wurde. Das Spiel wurde mit 8:0 gewonnen.